# Javier de Pedro
Francisco Javier de Pedro Falque (* 4. August 1973 in Logroño), besser bekannt als Javier de Pedro, ist ein ehemaliger spanischer Fußballspieler.

## Laufbahn
De Pedro debütierte 1993 in der Primera División bei Real Sociedad San Sebastián, nachdem er zuvor noch in der zweiten Mannschaft des Vereins gespielt hatte. Hier spielte er elf Jahre, in denen er 303 Erstligapartien bestritt. Dabei gelangen ihm 44 Tore.
Nachdem sein Verein mehrere Angebote in den Vorjahren abgelehnt hatte, wechselte De Pedro 2004 nach Vertragsende in Spanien nach England zu den Blackburn Rovers in die FA Premier League. Er kam jedoch nicht zurecht und wechselte in der Winterpause zum AC Perugia in die Serie B. Als der Verein am Ende der Spielzeit in finanzielle Probleme geriet und ihm daraufhin die Lizenz verweigert wurde, lotste De Pedros ehemaliger Mitspieler in San Sebastián Håkan Mild, mittlerweile Sportdirektor beim IFK Göteborg, ihn zu seinem Verein. Dort hatte er Probleme und während der Vorbereitung auf die Saison 2006 verließ er den Verein, als Grund wurden „persönliche Motive“ angegeben.
De Pedro schloss sich daraufhin PAE Ergotelis an, die in der Beta Ethniki spielten. Er kam dort jedoch nicht zum Einsatz und versuchte bei CD Mensajero in Las Palmas, die in der Tercera División spielten, unterzukommen, wurde jedoch nicht verpflichtet. 
De Pedro war zwischen 1998 und 2003 spanischer Nationalspieler. Er bestritt zwölf Länderspiele und nahm an der Weltmeisterschaft 2002 teil. Zudem spielte er in der baskischen Auswahl.
| Personendaten    | Personendaten                                          |
| ---------------- | ------------------------------------------------------ |
| NAME             | Pedro, Javier de                                       |
| ALTERNATIVNAMEN  | De Pedro Falque, Francisco Javier (vollständiger Name) |
| KURZBESCHREIBUNG | spanischer Fußballspieler                              |
| GEBURTSDATUM     | 4. August 1973                                         |
| GEBURTSORT       | Logroño, Spanien                                       |